# Liogonyleptoides
Genre
Synonymes
- Progonyleptoides Mello-Leitão, 1922 nec Roewer, 1917
- Pachyleptes Mello-Leitão, 1932
- Anomaloleptes Mello-Leitão, 1935

Liogonyleptoides est un genre d'opilions laniatores de la famille des Gonyleptidae.

## Distribution
Les espèces de ce genre sont endémiques du Brésil. Elles se rencontrent dans les États de São Paulo, de Rio de Janeiro, du Minas Gerais, d'Espírito Santo et de Santa Catarina.

## Liste des espèces
Selon World Catalogue of Opiliones (23/08/2021) :
- Liogonyleptoides capichaba Soares & Soares, 1946
- Liogonyleptoides heliae Kury, 2003
- Liogonyleptoides inermis (Mello-Leitão, 1922)
- Liogonyleptoides minensis (Piza, 1946)
- Liogonyleptoides tetracanthus (Mello-Leitão, 1932)

## Publications originales
- Mello-Leitão, 1925 : « Pequenas notas arachnologicas. » Boletim do Museu Nacional, vol. 1, p. 455–463.
- Mello-Leitão, 1922 : « Some new Brazilian Gonyleptidae. » Annals and Magazine of Natural History, sér. 9, vol. 9, p. 329–348 (texte intégral).